# Jean d'Ypres

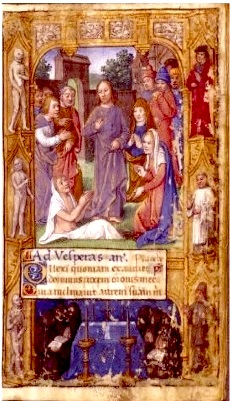
Zeer kleine getijden van Anne van Bretagne, f102, Opwekking van Lazarus

Jean d’Ypres (†1508) was een kunstschilder, boekverluchter, ontwerper van gravures en ontwerper van glasramen en wandtapijten werkzaam in Parijs op het einde van de 15e eeuw en het begin van de 16e eeuw.

## Biografie
We kennen Jean d’Ypres uit een notariële akte van 10 augustus 1508 als de oudste zoon van Nicolaas van Ieper. Hij had nog een jongere broer, Nicolas, die ook schilderde en die zich vestigde omstreeks 1495 in Avignon en daar zijn carrière uitbouwde. Daarnaast had hij nog twee andere broers, Germain en Louis, en van deze laatste weten we dat hij eveneens schilder was. Van zijn zussen Catherine, Marie en Geneviève beschikken we niet over verdere informatie.
Jean d’Ypres werd gekozen tot gezworene van het schildersgilde in Parijs in 1504. Deze artiest of de anonieme meesters met wie hij geassocieerd wordt, was actief in Parijs tussen 1485 en 1505.

## Identificatie met de Meester van Anne van Bretagne
Verschillende kunsthistorici associëren Jean d’Ypres met de Meester van Anne van Bretagne, die de Zeer kleine getijden van Anne van Bretagne zou verlucht hebben. Deze toewijzing is gebaseerd op stilistische kenmerken, er is geen documentair bewijs. Ook voor de zeer uitgebreide lijst van werken die via deze anonieme meester met Jean d’Ypres worden verbonden is er geen enkel documentair bewijs van een opdracht of bestelling.

## Stijlkenmerken
Het corpus van deze meester werd gedefinieerd op basis van de miniaturen die hij maakte omdat die het meest kenmerkend zijn voor zijn stijl. Hij werkte aan bijna alle miniaturen van het Zeer kleine getijdenboek van Anne van Bretagne. Ondanks de bijzonder kleine afmetingen van dit werk (slechts 66 x 46 mm), hebben de miniaturen alle karakteristieken van de monumentale schilderkunst. Voordat deze kunstenaar geassocieerd werd met Jean d’Ypres werd al gesteld dat deze meester duidelijk de erfgenaam was van de Coëtivy meester, alias Nicolaas van Ieper. Hij herneemt de composities en de motieven van zijn voorganger, maar aangepast aan de smaak van zijn tijd, het einde van de 15e eeuw. Zijn personages worden wat langer en eleganter en zijn gekleed volgens de laatste mode. Voor de rest is hij niet vernieuwend ten opzichte van zijn voorganger en blijft hij aanleunen bij Rogier van der Weyden zowel in het gebruik van het atmosferisch perspectief als in de gezichten die hij overneemt. Zijn kleurgebruik is dan weer conform aan de mode van zijn tijd. De stijl van het Zeer kleine getijdenboek van Anne van Bretagne is aan te wijzen in meerdere getijdenboeken die aan de meester en zijn atelier werden toegewezen, soms werden de afbeeldingen bijna letterlijk gekopieerd. We zien dezelfde stijl ook terugkomen in de tekeningen voor de gravures die gebruikt werden voor de versiering van gedrukte boeken.

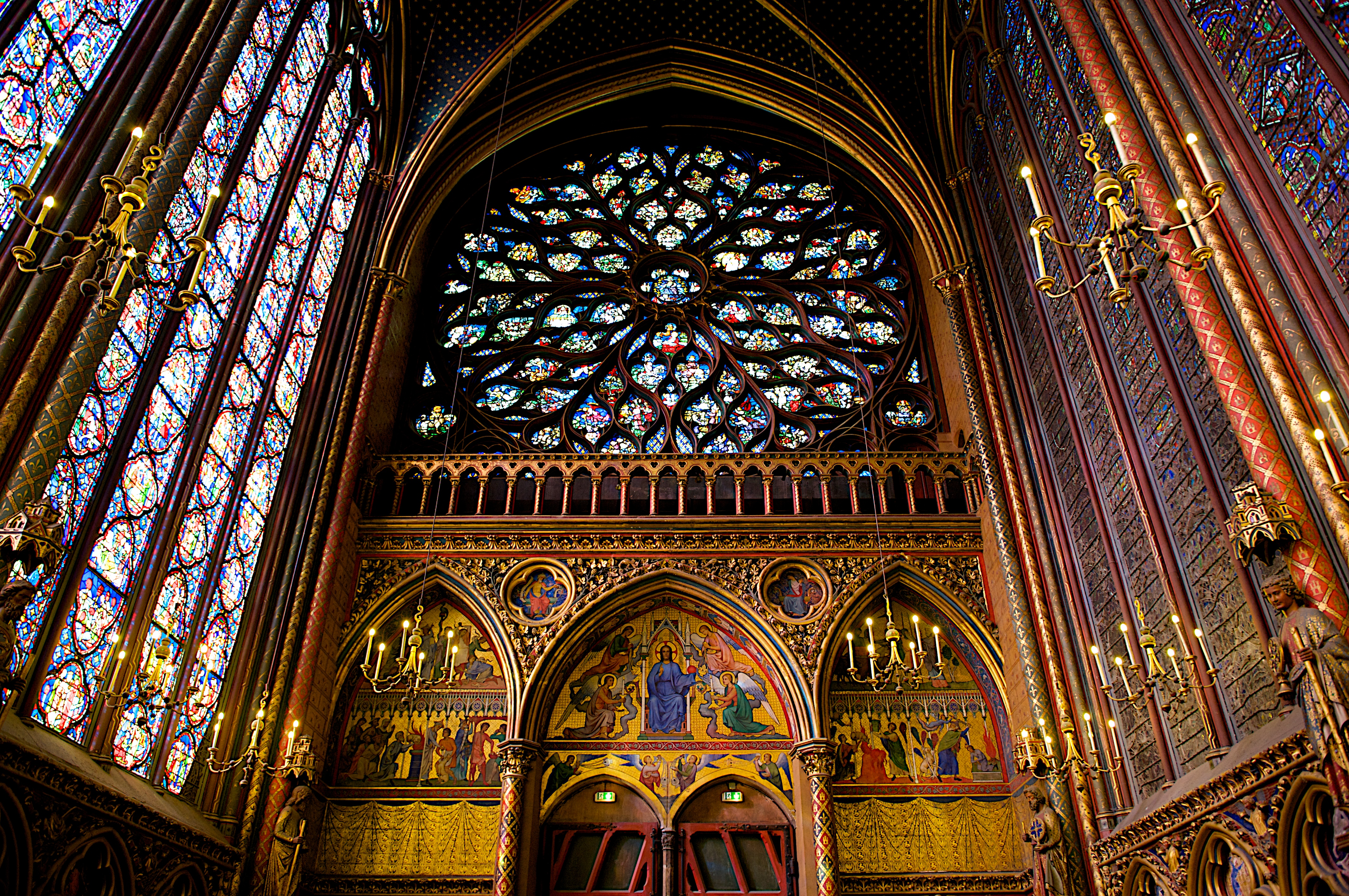
Roosvenster van de Sainte-Chapelle, Parijs.

## Andere activiteiten
Zoals zijn voorgangers was deze meester en zijn atelier ook betrokken bij de realisatie van ontwerpen voor tapijten en glasramen, en een groot deel van zijn oeuvre bestaat uit tekeningen voor houtsnijwerk en gravures die gebruikt werden bij de productie van gedrukte boeken. Ook in deze werken herkennen we figuren en composities uit het basiswerk van de meester. Deze polyvalentie is karakteristiek voor de tijd waarin de meester actief was en hij was een van de belangrijkste schilders van zijn tijd mede dankzij de werken die hij realiseerde buiten het domein van de schilderkunst.

## Toegeschreven werken
De lijst van toegeschreven werken is overgenomen uit de doctoraatsthesis van Katherine Ilsley Sowley, La Tenture de la Dame à la licorne : la figure féminine au service de l’image masculine, voorgesteld op 10 december 2012. De lijsten en referenties naar de oorspronkelijke werken waaruit de lijsten werden overgenomen zijn terug te vinden op p. 57 nota 228; p. 59 nota 232, 233, 234 en 235; op p. 60 nota 235 vervolg en 236.

### Handschriften
Werken toegewezen door Nicole Reynaud
- Zeer kleine getijden van Anne van Bretagne, 1498, Bibliothèque nationale de France, NAL.3120, Parijs
- Le Camus getijden, gemaakt voor Antoine Rebours, 1490-1495, Musée Condé, Chantilly, Ms.81
- Séguier getijden, 1490-1495, Musée Condé, Ms.82
- Salting getijden, 1495, Victoria and Albert Museum, Londen
- Drie miniaturen in een getijdenboek voor gebruik van Parijs,[10] Morgan Library, New York, M.1110[11]
- Een miniatuur met twee engelen die de heilige wonde van Christus tonen, toegevoegd aan een getijdenboek verlucht door Georges Trubert, Waddesdon Manor (Buckinghamshire), Ms. 21
- Gedeelte van een missaal voor gebruik van Parijs, 1490, BnF, Lat.859
- Handschrift van de Traités théologiques van Boëthius, 1490, BnF, Fr.9608
- Getijdenboek voor het gebruik van Chartres, 1490-1495, BnF, Lat. 1421

Werken toegewezen door Isabelle Delaunay
- Getijdenboek, BnF Nouvelle aquisition latine 3115
- Getijdenboek, Bibliothèque de l'Arsenal, ms.414
- Getijdenboek, Bibliothèque de l'Arsenal, ms.1181
- Getijdenboek, cod. brev. 5, Württembergische Landesbibliothek, Stuttgart
- Een handschrift uit de Mirodin collectie vandaag in de Biblioteca Nacional de España
- Getijdenboek voor gebruik van Parijs verkocht door Sotheby's op 10 december 1980 (lot 110)

### Schilderwerk
Toewijzingen door Charles Sterling
- Portrait d'un jeune homme, vers 1500, Metropolitan Museum of Art, New York, 32.100.115[14]
- Boom van Jesse, schildering op de zuidermuur, Église Saint-Séverin, Parijs

### Houtsnijwerk
Volgende tekeningen worden toegewezen aan de meester:
- La Grande Passion du Christ (een afdruk in de BnF)
- La Passion du Christ in acht scènes (Het Laatste Avondmaal, Christus in de Hof van Olijven, De gevangenneming van Christus, De Geseling, Ecce Homo, De Kruisdraging, de verrijzenis en het Noli me tangere)
- L’enfance du Christ, in drie taferelen (twee annunciaties en het kerstgebeuren)
- Zeven devotietaferelen (de heilige Nicolaas, de heilige Margaretha, de Heilige Maagd omringd door engelen, de kroning van de Maagd met de rozenkrans, de Heilige Maagd op de maansikkel, de Heilige Maagd gekroond door Engelen en Sint-Franciscus van Assisi)

### Modellen voor gravures
De gravures in de volgende boeken zijn gemaakt naar modellen van de meester en zijn atelier:
- Les Postilles et expositions des Épistres et Évangilles dominicales van Nicolas de Lyre, gedrukt in Parijs door Jehan Mouran voor Jehan Petit en Durand Gerlier, 27 mei 1497. (Parijs, BnF, Rés. Imp. A-1936)
- Getijden voor gebruik van Rome, gedrukt door Thielman Kerver voor Gillet Renacle, 5 augustus 1502 (collectie Heribert Tenschert, Bibermühle Zwitserland)
- Getijden voor gebruik van Rome, gedrukt door Philippe Pigouchet voor Simon Vostre, 24 november 1503 (Parijs, BnF, Vélins 1560).[17]

Toewijzingen door Geneviève Souchal
- Een deel van de gravures van L'Art de bien mourir, Parijs, Pierre Le Rouge, Gillet Couteau en Jean Ménard voor Antoine Vérard, 18 juli-15 december 1492
- Een gravure van de zondeval in La Bible historiée, Parijs, voor Antoine Vérard, tussen 8 mei 1498 en 25 oktober 1499
- De gravures van de Danse macabre, Parijs, Pierre Le Rouge voor Antoine Vérard, circa 1491-1492
- De dedicatiescène in Aplogues van Aesopus, Parijs, voor Antoine Vérard, voor juli 1492
- De dedicatiescène in Gestes romaines van Titus Livius, Parijs, voor Antoine Vérard, ca. 1504
- De gravures van de Le Château de Labour van Pierre Gringore, Parijs, Philippe Pigouchet voor Simon Vostre, na 25 oktober 1499
- De kleine gravures van de Térence en françois, Parijs, voor Antoine Vérard, ca. 1500]

Toewijzingen door Isabelle Delaunay
- La Trinité tricéphale[20] uit een getijdenboek voor gebruik van Rome, Parijs, Johann Philippi voor Thielmann Kerver, 20 december 1497.
- Het tweede drukkersmerk van de librariër Antoine Vérard

Toewijzingen door Ina Nettekoven.
- De kruisiging van Sint-Andreas in Missale Saresberiense,[22] Parijs, voor Antoine Vérard, 29 juin 1504
- De Sibillen in het Mystère du Vieil Testament, Pierre Le Dru voor Geoffroy de Marnef, Jean Petit en Antoine Vérard, omstreeks 1508

Toewijzingen door Louis-Gabriel Bonicoli
- Een gravure van een auteur voor zijn lessenaar in Les Renards traversant door Jean Bouchet, Parijs, Pierre Le Dru(?) voor Antoine Vérard, omstreeks 1504
- Een serie van twee bustes op zwarte ondergrond gebruikt in La Mer des histoires, Parijs, Gillet Couteau(?) en Jean Maurand voor Antoine Vérard, omstreeks 1504
- Kroning van de Heilige Maagd in La Mer des histoires, Parijs, Gillet Couteau(?) en Jean Maurand voor Antoine Vérard, omstreeks 1504
- Een serie van zes bustes op zwarte ondergrond gebruikt in L'Épinette du jeune prince van Simon Bourgouin, Parijs, Gillet Couteau(?) voor Antoine Vérard, 12 december 1508/09
- Een Calvarie en een Majestas Domini in een Missale parisiense, Parijs, Jean Maurand voor Antoine Vérard, 30 september 1496
- Rochus van Montpellier in La Légende dorée van Jacobus de Voragine, Parijs, Pierre Le Dru(?) voor Antoine Vérard, omstreeks 1500
- De gravures in La Vie des Pères van de heilige Hiëronymus, Parijs, Jean Du Pré

### Kartons voor glasramen

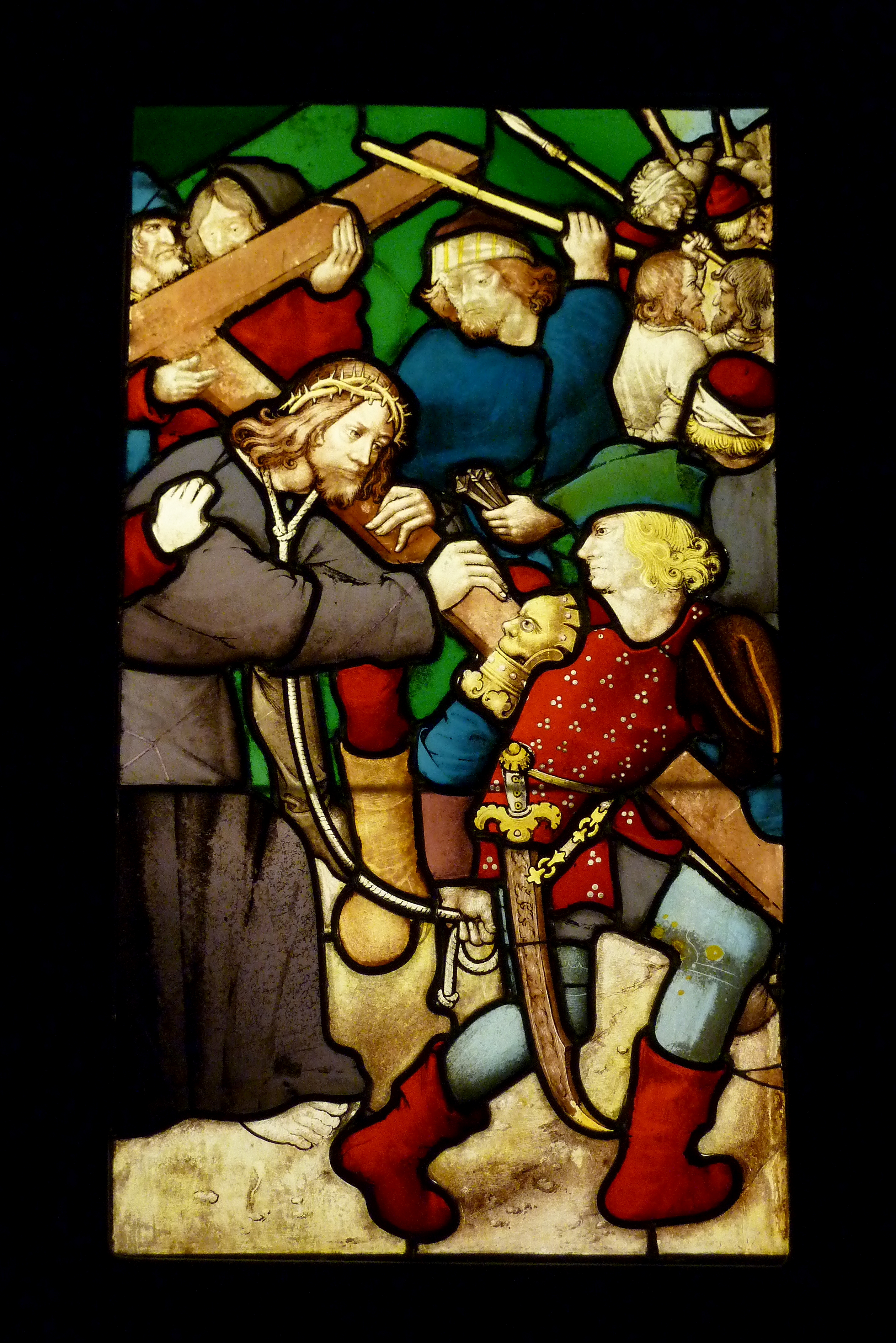
Glasraam van de kapel van het Hôtel de Cluny, Parijs, Kruisdraging

Verschillende glasramen van kerken in Parijs en in Rouen zijn gemaakt op basis van patronen gemaakt door Jean d’Ypres en zijn atelier of op basis van zijn gravureontwerpen. Veel van deze ontwerpen werden toegewezen aan de anonieme Meester van het leven van Johannes de Doper of aan de Meester van de jacht op de Eenhoorn.
- De glasramen van de kapel van het Hôtel de Cluny, Parijs
- Het westelijke roosvenster van de Sainte-Chapelle, Parijs, gefinancierd door Karel VIII omstreeks 1485. Dit glasraam werd in de literatuur vernoemd als een werk van de Meester van het roosvenster van de Sainte-Chapelle.
- Glasramen met de heilige Vincentius en de heilige Sixtus in de noordelijke arm van het transept van de Église Saint-Germain-l'Auxerrois, Parijs
- Het glasraam met het Leven van Maria Magdalena van de 15e Boog, Église Saint-Gervais-Saint-Protais, Parijs
- Meerdere glasramen van de Église Saint-Merri, Parijs, ( Leven van Maria Magdalena, Mirakels van Christus, Het leven van Johannes de Doper, twee ramen met het Leven van de Heilige Maagd, en een met het Leven van de heiligeThomas)
- Een glasraam met het Leven van de Heilige Maagd, Église Saint-Étienne-du-Mon, Parijs
- Een glasraam met het Leven van de Heilige Johannes de Doper, Église Saint-Romain, Rouen
- Glasramen in de Église Saint-Patrice de Rouen
- Karton voor het glasraam met het Leven van de Heilige Maagd, Église Saint-Godard, Rouen
- Glasraam met het Leven van de Heilige Johannes de Doper, Priorij van Bourg-Achard, Bourg-Achard
- Een glasraam met het Leven van de Heilige Maagd, Église Saint-Jean d'Elbeuf

### Kartons voor wandtapijten

La Dame à la Licorne.

Lijst van de kartons voor tapijten ontworpen door Jean d’Ypres en zijn atelier:
- Kartons voor La Dame à la licorne, musée national du Moyen Âge, Parijs
- Kartons voor La Chasse à la licorne, Metropolitan Museum of Art, The Cloisters, New York
- Kartons voor de serie van de Femmes illustres Museum of Fine Arts (Boston)
- Kartons voor de Histoire de Persée, privécollectie
- Scènes uit het Leven van de Heilige Maagd vroeger in de Kathedraal van Bayeux, nu verdeeld over het Musée national du Moyen Âge in Parijs (Annunciatie, Visitatie, Maria en Jozef), het Speed Art Museum in Louisville (Kentucky), Jezus bij de wetgeleerden en Bruiloft te Kana) en de Bob Jones University in (Greenville (South Carolina), (Moord op de onnozele kinderen en de Vlucht naar Egypte).

## Weblinks
- (fr)  M. Alain Erlande-Brandenburg, La tenture de la Dame à la licorne, Bulletin de la Société nationale des Antiquaires de France, jaargang 1980, 1977, pp. 165-179.
- (fr)  Initiale Catalogie des maniscrits enluminés
- (fr)  P. Peuch, Le “Primitif flamand” André d’Ypres au Musée Fabre : du Christ à La Dame à la Licorne avec une famille d’Amiens.

- Bibliothèque nationale de France: cb16506389q (data)
- Nationale Bibliotheek van Tsjechië: jo20201082829
- Système universitaire de documentation: 185808069
- Union List of Artist Names: 500108618
- Virtual International Authority File: 96494142